# Hanna Sobatschko-Schostak

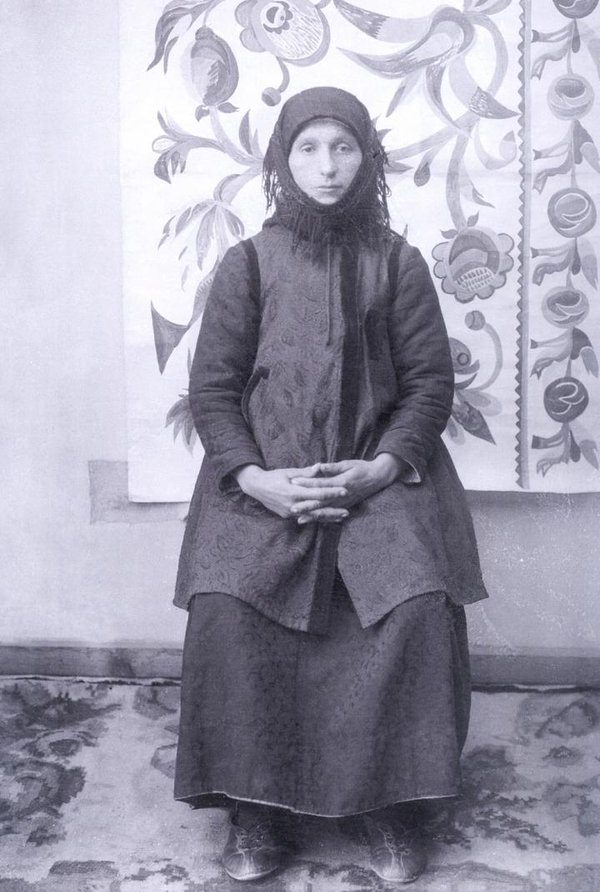
Hanna Schostak, Werkstatt Semigradowa, Skopzi 1915

Hanna Fedosiwna Schostak, geb. Sobatschko (* 3. Dezemberjul. / 15. Dezember 1883greg. im Dorf Skopzi (heute Wesselyniwka in der Region Kiew), Gouvernement Poltawa, Russisches Kaiserreich; † 3. Dezember 1965 in Tscherkisowo, Oblast Moskau, RSFSR) war eine ukrainische Malerin der ukrainischen Volkskunst und dekorativen Malerei.

## Leben

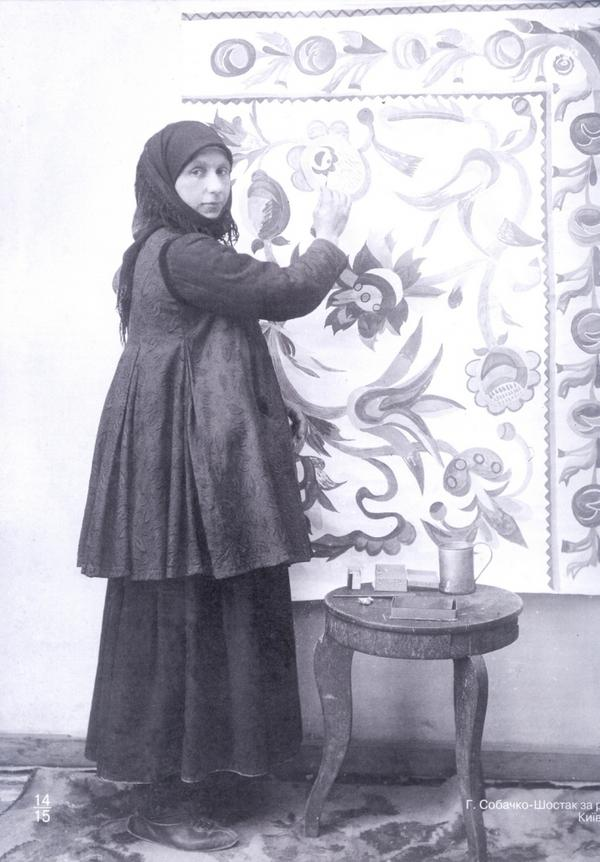
Hanna Schostak, Werkstatt Semigradowa, Skopzi 1915

Hanna Schostak wurde in der Nähe von Kiew in eine arme Bauernfamilie geboren. Sie ging nur zwei Jahre zur Schule, dann musste sie auf den Feldern wohlhabender Bauern arbeiten. 
Seit ihrer frühen Jugend lernte sie autodidaktisch das Malen und erzielte mit ihren Malereien und Stickereien zusätzliche Einnahmen. 
Der Skopzier Handwerker Semigradowa, ein Liebhaber der ukrainischen Volkskunst, erkannte ihr Talent und stellte ihr in seiner Werkstatt einen Raum als Atelier zur Verfügung. Auch machte er sie mit der etwa gleichaltrigen Kiewer Kunststudentin Alexandra Exter bekannt, die ab 1909 ein Atelier in Paris führte, sowie mit der Künstlerin Ewgenia Pribilskaya. Unter diesem Einfluss wechselte die 27-jährige Schostak 1910 von der traditionellen Volkskunst zur dekorativen Malerei, sie arbeitete mit Aquarell- und Gouachefarben. Aus einer Kindheitsleidenschaft für Blumen und das Malen auf Stoff wurde ein Beruf. Mit ihren Werken gelang es ihr, Freude und Trauer, die Schönheit der ukrainischen Natur, sowie die Liebe zu ihrer Heimat und deren Menschen zu vermitteln. Ihre dynamischen Werke mit oft willkürlicher, fantasievoller Zeichnung von Pflanzen-, Blumen- und Vogelmotiven fallen durch ihre Asymmetrie und intensive Farbgebung auf. Bis in die 1930er Jahre wurden nach ihren Skizzen dekorative Tafeln bemalt und Teppiche bestickt.

## Tscherkisowo
Für die örtliche Tuchfabrik im Dorf Tscherkisowo nördlich von Moskau entwarf sie 49-jährig ab 1932 Stickmuster.
Ihre Werke wurde in Sankt Petersburg (1913), Kiew (1913, 1919, 1963), Moskau (1915, 1927, 1936), Paris (1913, 1937), Berlin (1914, 1922), Dresden, München (1922, 1924–1925) und New York (1939) ausgestellt. 
1963 wurde ihre Bilderserie „Blumen der Ukraine“ bei der Republikanischen Volkskunstausstellung gezeigt.

## Ehrungen
1965 wurde sie mit einer Retrospektive in Kiew geehrt und ein von H. Miestiechkin verfasstes Buch über sie und ihr Werk wurde im gleichen Jahr dort veröffentlicht.
Hanna Schostak erhielt den Titel Meisterin der Volkskunst der Ukrainischen SSR. 
1965 wurde sie mit ihrer Bilderserie „Blumen der Ukraine“ für den Taras-Schewtschenko-Preis nominiert.
Briefmarken der Ukraine 2002 mit Werken von Anna Schostak: 

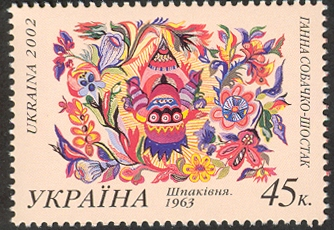
Voliere
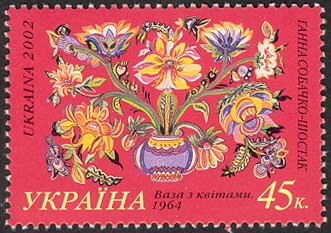
Vase mit Blumen
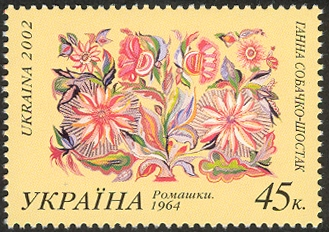
Gänseblümchen